# Janine Pommy Vega
Janine Pommy Vega (* 5. Februar 1942 in Jersey City, New Jersey; † 23. Dezember  2010 in Willow, New York) war eine US-amerikanische Dichterin, die der Beat Generation nahestand.

## Leben
Pommy wurde in Jersey City geboren. Ihr Vater arbeitete morgens als Milchmann und nachmittags als Schreiner. Im Alter von sechzehn Jahren ging sie, inspiriert von Jack Kerouacs On the Road, mit einer Freundin in die Cedar Tavern in Greenwich Village, wo sie Gregory Corso kennenlernten. 1960, nach ihrem Abschluss als Valedictorian ihrer Highschool-Klasse, zog sie mit Allen Ginsberg und Peter Orlovsky zusammen.
Sie arbeitete als Kellnerin und schrieb experimentelle Gedichte, die von der Beat Generation inspiriert waren. Im Dezember 1962 heiratete sie in Israel den peruanischen Maler Fernando Vega (1932–1965) und zog mit ihm nach Paris, wo sie Geld für Straßenmusiker sammelte und an der École des Beaux-Arts Modell stand. Nach Vegas plötzlichem Tod auf Ibiza im Jahr 1965 kehrte sie in die Vereinigten Staaten zurück und zog nach Kalifornien. Ihr erstes Buch, Poems to Fernando, wurde 1968 von City Lights Bookstore in der City Lights Pocket Poets Series veröffentlicht, der dritte Band einer Frau.
In den 1970er und 1980er Jahren reiste Pommy Vega viel, unternahm Trekkingtouren im Himalaya und lebte in Peru, Kolumbien und Bolivien, darunter zwei Jahre als Einsiedlerin auf der Isla del Sol im Titicacasee an der bolivianisch-peruanischen Grenze, wo sie Journal of a Hermit (1974) und Morning Passage (1976) verfasste. Tracking the Serpent: Journeys to Four Continents (1997) beschreibt ihre Reisen in den 1980er Jahren zu den Zentren des antiken Matriarchats.
Neben ihren eigenen Gedichtbänden, zuletzt The Green Piano (2005), wurde Vega in zahlreichen Anthologien veröffentlicht, darunter in der City Lights Pocket Poets Anthology und in Women of the Beat Generation. Außerdem tourte sie mit einer Band namens Tiamalu, die auf Englisch und Spanisch auftrat.
Pommy Vega unterrichtete an Schulen in Englisch und Spanisch im Rahmen von Programmen für Kunsterziehung, darunter Teachers & Writers Collaborative, Poets in the Schools, Arts/Genesis und New York City Ballet, und ab Mitte der 1970er Jahre in Gefängnissen im Rahmen von Incisions/Arts, dessen Direktorin sie 1987 wurde, und später im Rahmen der Bard Prison Initiative des Bard College. Sie war Mitglied des PEN International Prison Writing Committee.
Ab 1999 lebte Pommy Vega mit dem Dichter Andy Clausen zusammen. Am 23. Dezember 2010 starb sie zu Hause in Willow, New York, an einem Herzinfarkt.
Sie gewann zwei Golden Golda Awards, den zweiten für The Green Piano, und erhielt zahlreiche Stipendien, darunter ein jährliches Stipendium des New York State Council on the Arts für ihre Arbeit in Gefängnissen im Rahmen von Incisions/Arts.

## Veröffentlichungen (Auswahl)
Eine Veröffentlichungsliste findet sich auf Vegas persönlicher Website.
- Poems to Fernando (1968)
- Journal of a Hermit (1974); späterer Nachdruck zusammen mit Under The Sky
- Morning Passage (1976)
- Here at the Door (1978)
- The Bard Owl (1980)
- Skywriting (1988)
- Apex of The Earth's Way (1984)
- Drunk on a Glacier, Talking to Flies (1988)
- Island of the Sun (1991)
- Threading the Maze (1992)
- Red Bracelets (1993)
- Tracking the Serpent: Journeys to Four Continents (1997)
- The Road to Your House Is A Mountain Road (1995)
- The Walker (2003)
- Mad Dogs of Trieste: New & Selected Poems (2000)
- The Green Piano (2005)

Eine deutsche Übertragung ausgewählter Gedichte erschien unter: Ausgewählte Gedichte. Kyrene, Innsbruck 2010, ISBN 978-3-900009-73-1.